# ترپ‌گلد
ترپ‌گلد (به انگلیسی: TrapGold) دومین میکس‌تیپ رپر استرالیایی ایگی آزیلیا که به‌طور رایگان برای دانلود دیجیتالی در ۱۱ اکتبر سال ۲۰۱۲ منتشر گردید.